# Cassine crocea
Cassine crocea là một loài thực vật có hoa trong họ Dây gối. Loài này được (Thunb.) C.Presl mô tả khoa học đầu tiên năm 1845.